# Christina Johansdotter
Christina Johansdotter, död 1740, var en mördare i Stockholm som mördade ett barn för att själv bli avrättad. Hennes fall representerar en form av brottslighet som var ett välkänt fenomen på sin tid.

## Mordet
Christina Johansdotters mål togs upp i Stockholms Södra förstads kämnärsrätt 1740. Hon förklarade att hon efter sin trolovades död själv ville dö och hade funderat på självmord. Men som självmördare skulle hon enligt Bibeln dömas av Gud till evig förtappelse i helvetet och alltså inte få återförenas med sin fästman. Hon hade då sett en kvinna halshuggas för barnamord. Om hon blev avrättad skulle hon återförenas med sin älskade i himmelen.
Därför bad hon att få låna med sig sin väninnas barn för att visa upp det för en bekant på besök från landet. Väninnan gick med på det, och Christina tog barnet till en huggkubbe och högg huvudet av det med två hugg med en yxa.
Att begå självmord på det här sättet var vanligt och berodde på den religiösa tron att en självmördare hamnade i helvetet efter döden. Näst efter kvinnor som dödade barn de fött i hemlighet, för att de inte var gifta och för att ogifta mödrar drabbades av livstids trakasserier, var självmord det vanligaste motivet för mord på barn. Den som avrättades ansågs komma till paradiset om han eller hon visade ånger och gjorde bättring.

## Sammanhang
Under slutet av 1600-talet och början av 1700-talet fick avrättningar en mycket högtidlig karaktär; i Stockholm var det vanligt att de dödsdömda och deras familjer inskaffade särskilda avrättningsdräkter, som vanligen var i vitt eller svart och prydda med broderier och band och betalade ett helt följe och flera präster att eskortera den dödsdömde som en celebritet ut till avrättningen vid Skanstull i en högtidlig position.
Myndigheterna såg problem med denna avrättningskultur, som underminerade hela syftet med avrättning, som ju var avsett att vara avskräckande, eftersom de högtidliga föreställningarna fick publiken att fatta sympati för den dömde, och 1754 infördes en lag som motverkade detta. Hädanefter skulle alla som misstänktes ha begått mord i syfte att bli avrättade bindas i två dagar vid skampåle på torget med en tavla med brottet över huvudet, piskas och föras till avrättningen med ögonbindel.